# Zhang Wenhong
Zhang Wenhong (chinois : 张文宏 ; né le 27 août 1969) est un médecin chinois et membre du Parti communiste chinois. Il est directeur et secrétaire de la branche du Parti du département des maladies infectieuses de l'hôpital Huashan affilié à l'université Fudan, directeur du département de médecine interne du Collège médical de Shanghai, et également chef du groupe d'experts en traitement médical de Shanghai, adjoint directeur de l'Institut des maladies du foie de Shanghai et membre du comité permanent de la branche des maladies infectieuses de l'Association médicale chinoise.

## Biographie
Zhang Wenhong est diplômé de l'université de médecine de Shanghai en 1993 puis il obtient son doctorat à l'université Fudan à Shanghaï en 2000.
Durant la pandémie de Covid-19 en Chine, il dirige le département des maladies infectieuses de l'hôpital de Huashan comprenant une équipe de 49 médecins dont 25 sont membres du parti communiste.
Fin février 2021, lors d'une interview au China Daily, il s'oppose à la théorie de Zhong Nanshan selon laquelle l'origine du virus n'est pas chinoise en déclarant « Si le virus était venu de l'étranger, plusieurs villes chinoises auraient été touchées en même temps. Or, Wuhan a été la première. »  Depuis, ces propos ont été supprimés du site d'information. 
Fin juillet 2021, il publie sur son compte Weibo un message où il estime qu'une cohabitation à long terme avec le virus est inévitable . Ces propos font l'objet de nombreuses attaques politiques où la stratégie « Zéro Covid » est privilégiée.
Le 14 août 2021, il est accusé de plagiat concernant sa thèse de doctorat qui déclenche une enquête interne de l'université Fudan. Il est innocenté  de ces accusations via un communiqué qui déclare « Le sommaire de l'annexe a une écriture non standard, ce qui n'affecte pas les réalisations de la recherche scientifique et le niveau académique de la thèse de doctorat, et ne constitue pas une faute académique. »